# Perot de Vilanova i Perves
Perot de Vilanova i Perves  (Flix, Ribera d'Ebre, ~1530 - 1575) va ser un memorialista, doctor en lleis i diputat pel braç militar a les corts catalanes.
Va nàixer segurament a Flix als anys trenta del segle xvi, fill de Bartomeu de Vilanova i Susanna de Perves. Família de l'oligarquia barcelonina establerta a Flix a mitjans del segle xv que gaudia de la confiança dels consellers de Barcelona, senyors de la baronia de Flix i de la Palma,  baronia adquirida per la ciutat de Barcelona el 1399 per tal de controlar el tràfic fluvial de l'Ebre.
Perot de Vilanova va començar els estudis de dret a la Universitat de Lleida el 1551, obtenint el grau de Batxiller el 1555, i el de doctor a la Universitat de Barcelona el 1562. Precisament l'any 1551 començarà un diari personal que es conserva a la Biblioteca de Catalunya, quinze folis escrits per les dues cares, que porten l'encapçalament de Memòries per a sempre (1551 -1571). (Les memòries de Perot de Vilanova ja van ser publicades l'any 1991, formant part del llibre Cavallers i ciutadans a la Catalunya del cinc-cents, editat per Curial Edicions Catalanes, i que estigué a cura d'Antoni Simón i Tarrés).
"Sie memoria com yo, Perot de Vilanova, he stodiat en Lleyda deu ho dotze anys, vuyt de lleys y cànones y lo restant de grammàtica y un any de llògica y fins ohí lleys..."
Diari on escriu des de temes personals, familiars o referents a les seves propietats, el molí i l'açut de Flix,  el seu casament, la pesta de l'any 1564 fins a les notícies i les relacions entre Catalunya i la monarquia hispànica de l'època de Felip II, amb una visió personal com a diputat, representant del braç militar per la Vegueria de Tortosa,  de les corts de 1563-64.
Més enllà dels seu diari personal acabat el 1571, que finalitza amb uns apunts del casament del seu germà Gaspar,  tenim la referència de l'11 de juliol de l'any 1575, en que deixà el càrrec de diputat per ser frare de l'ordre de Cartoixa de Montalegre: "per mudament de estament de dit misser Pere de Vilanova, ara frare profes de orde de Cartoixa en lo monestir de Montalegre, es inseculat concordament mossèn Joan de Luís Sentis", càrrec de diputat per Tortosa que recuperarà la família dels Vilanova l'any 1595 en la persona del seu germà Gaspar de Vilanova i Perves.